# شرف الدين الطوسي
شرف الدين الطوسي أو شرف الدين المظفر بن محمد الطوسي (1135 - 1213) رياضياتي وفلكي ومهندس ميكانيكي من طوس.

## سيرته
درَّس الطوسي العديد من المواضيع الرياضية منها علم الأعداد والجداول الفلكية وعلم التنجيم وغيرها في حلب والموصل. من أهم تلامذته كان ابن يونس. بدوره كان ابن يونس معلم نصير الدين الطوسي أحد أشهر علماء المسلمين في حقبته. وبهذا حصل الطوسي على سمعة كبيرة في شهرته في تعليم الرياضيات حتى أن الطلاب كانت تتوافد عليه من كل صوب.

## أعماله
كتب الطوسي الكثير من الأبحاث في علم الجبر، كما عمل على الحصول على قيم تقريبية لجذور المعادلة التكعيبية. وقد تم تطوير طرقه لاحقًا من أجل إيجاد جذور معادلات من أي درجة.

### الأسطرلاب الخطي
أحد أشهر الأعمال للطوسي أيضًا كان في وصف الأسطرلاب الخطي الذي صنعه بنفسه.

## الرياضيات
نُسب للطوسي اقتراح فكرة الدالة، بالرغم من أن مقاربته في هذا الشأن لم تكن صريحة بما فيه الكفاية، فكانت حركة الجبر الصريحة باتجاه الدالة بعد 5 قرون من زمنه على يد غوتفريد لايبنتز. استخدم شرف الدين ما سيُعرف بعد ذلك باسم منهجية روفيني-هورنر لتقريب جذر الدالة التكعيبية عدديًّا. طور الطوسي منهجية جديدة لتحديد الظروف التي ستنطوي تحتها الدوال التكعيبية على حلين أو حل واحد أو لا حل. يمكن كتابة الدوال محل التساؤل، باستخدام الرموز الحديثة، في الشكل الآتي f(x)=c حيث تكون f(x) هي عديدات الحدود المكعبة، يكون فيه معامل الحد المكعب x3 يساوي -1، وc موجبة. قسم عالم الرياضيات المسلم شرف الدين الطوسي الحالات المحتملة القابلة للحل من هذه المعادلات إلى خمس أنواع مختلفة، محددة بعلامات المعاملات الأخرى لـ f(x). وللأنواع الخمسة الأخرى، كتب الطوسي الشكل m للنقطة التي ستصل فيها الدالة f(x) إلى النقطة العظمى، وأعطى الدليل الهندسي بأن f(x) لأي x موجبة تختلف عن m. ثم استنتج الطوسي أن المعادلة سيكون لها حلان إذا كان c < f(m) وحل واحد إذا كان c = f(m) ولا حل إذا كان f(m) < c .
لم يفدنا الطوسي بأي إشارة عن الكيفية التي وصف بها أشكال m للقيم العظمى من دوال f(x). استنتج بعض الدارسين أن الطوسي حصل على أشكاله لهذه النقط العظمى «منهجيًّا» بأخذ مشتقة الدالة f(x)، ووضعها مساوية للصفر. انتقد آخرون هذا الطرح، حيث يشيرون إلى أن الطوسي لم يدون تعبيرًا عن المشتقة، بل اقترح المناهج الممكنة الأخرى التي يمكن من خلالها اكتشاف تعبيرات القيم العظمى.
يمكن الحصول على الكميات  D = f(m) − c من شروط الطوسي لأعداد جذر الدالة التكعيبية بطرح جانب من هذه الشروط من الآخر، ويُعرف ذلك الآن بمصطلح المُمَيِّز لعديدات الحدود المكعبة التي حصلنا عليها بطرح جانب من المعادلة المكعبة المناظرة من الجانب الآخر. بالرغم من أن الطوسي يكتب دائمًا هذه الشروط في أشكال c < f(m)، أو c = f(m)، أو  f(m) < c، بدلًا من الأشكال المناظرة  D > 0 ،  D = 0 ، أو  D < 0 ، إلا أن رشدي راشد يعتبر أن هذا الاكتشاف عن الشروط يوضح فهمًا عامًا عن المميز لفحص حلول المعادلات المكعبة.
حلل شرف الدين الطوسي معادلة x3 + d = b⋅x2 في شكل x2 ⋅ (b - x) = d، موضحًا أن الجانب الأيسر يجب أن يكون على الأقل مساويًا لقيمة d للمعادلة من أجل أن يكون لها حل. ثم حدد بعد ذلك القيمة العظمى لهذا التعبير. تعني قيمة أقل من d أنه لا يوجد حل موجب؛ والقيمة المساوية لـd تعني حل واحد، بينما القيمة الكبرى عن d تتوافق مع حلين. كان تحليل شرف الدين الطوسي لهذه المعادلة تطورًا ملحوظًا في الرياضيات الإسلامية، لكن لم يقتنع أحد من معاصريه بهذه التحليلات، سواءً في العالم الإسلامي أو في أوروبا.
وصفت «مقالة عن المعادلات» التي كتبها شرف الدين الطوسي، بأنها تمثل بداية الهندسة الجبرية.

## التكريم
الحزام الكويكبي الأساسي الطوسي 7058، الذي اكتشفه هنري هولت إي في مرصد بالومار في عام 1990، سُمي تيمنًا بشرف الدين الطوسي.

### مؤلفاته
- الجبر والمقابلة
- رسالة في الخطين الذين يقربان ولا يلتقيان
- المعادلات